# 1968年メキシコシティーオリンピックのアメリカ合衆国選手団
1968年メキシコシティーオリンピックのアメリカ合衆国選手団（1968ねんメキシコシティーオリンピックのアメリカがっしゅうこくせんしゅだん）は、1968年10月12日から10月27日にかけてメキシコの首都メキシコシティーで開催された1968年メキシコシティーオリンピックのアメリカ合衆国選手団、およびその競技結果。

## 概要
今大会は金メダル45個、銀メダル28個、銅メダル34個の合計107個のメダルを獲得した。
陸上競技では、アル・オーターが男子円盤投で金メダルを獲得し、1956年メルボルン、1960年ローマ、1964年東京に続いて4連覇を達成した。

## メダル
| メダル | 選手名                                                                                  | 競技 | 種目                     |
| ------ | --------------------------------------------------------------------------------------- | ---- | ------------------------ |
| 金     | ジム・ハインズ                                                                          | 陸上 | 男子100m                 |
| 金     | トミー・スミス                                                                          | 陸上 | 男子200m                 |
| 金     | リー・エバンス                                                                          | 陸上 | 男子400m                 |
| 金     | ウィリー・ダベンポート                                                                  | 陸上 | 男子110mハードル         |
| 金     | チャールズ・エドワード・グリーン メルビン・ペンダー ロニー・レイ・スミス ジム・ハインズ | 陸上 | 男子4×100mリレー         |
| 金     | ヴィンセント・マシューズ ロン・フリーマン ラリー・ジェームズ リー・エバンス             | 陸上 | 男子4×400mリレー         |
| 金     | ボブ・ビーモン                                                                          | 陸上 | 男子走幅跳               |
| 金     | ディック・フォスベリー                                                                  | 陸上 | 男子走高跳               |
| 金     | ボブ・シーグレン                                                                        | 陸上 | 男子棒高跳               |
| 金     | ランディ・マトソン                                                                      | 陸上 | 男子砲丸投               |
| 金     | アル・オーター                                                                          | 陸上 | 男子円盤投               |
| 金     | ウィリアム・トーミー                                                                    | 陸上 | 男子十種競技             |
| 金     | ワイオミア・タイアス                                                                    | 陸上 | 女子100m                 |
| 金     | マデリーン・マニング                                                                    | 陸上 | 女子800m                 |
| 金     | バーバラ・フェレル マーガレット・ベイルズ ミルドレット・ネッター ワイオミア・タイアス   | 陸上 | 女子4×100mリレー         |
| 金     | マイケル・バートン                                                                      | 競泳 | 男子400m自由形           |
| 金     | マイケル・バートン                                                                      | 競泳 | 男子1500m自由形          |
| 金     | ドン・マッケンジー                                                                      | 競泳 | 男子100m平泳ぎ           |
| 金     | ダグ・ラッセル                                                                          | 競泳 | 男子100mバタフライ       |
| 金     | カール・ロビー                                                                          | 競泳 | 男子200mバタフライ       |
| 金     | チャールズ・ヒックコックス                                                              | 競泳 | 男子200m個人メドレー     |
| 金     | チャールズ・ヒックコックス                                                              | 競泳 | 男子400m個人メドレー     |
| 金     | ザック・ゾーン ステファン・レリッチ マーク・スピッツ ケネス・ウォルシュ                 | 競泳 | 男子4×100m自由形リレー   |
| 金     | ジョン・ネルソン ステファン・レリッチ マーク・スピッツ ドン・ショランダー               | 競泳 | 男子4×200m自由形リレー   |
| 金     | チャールズ・ヒックコックス ドン・マッケンジー ダグラス・ラッセル ケネス・ウォルシュ     | 競泳 | 男子4×100mメドレーリレー |
| 金     | ジェーン・ヘン                                                                          | 競泳 | 女子100m自由形           |
| 金     | デビー・メイヤー                                                                        | 競泳 | 女子200m自由形           |
| 金     | デビー・メイヤー                                                                        | 競泳 | 女子400m自由形           |
| 金     | デビー・メイヤー                                                                        | 競泳 | 女子800m自由形           |
| 金     | ケイ・ホール                                                                            | 競泳 | 女子100m背泳ぎ           |
| 金     | リリアン・ワトソン                                                                      | 競泳 | 女子200m背泳ぎ           |
| 金     | シャロン・ウィクマン                                                                    | 競泳 | 女子200m平泳ぎ           |
| 金     | クラウディア・コルブ                                                                    | 競泳 | 女子200m個人メドレー     |
| 金     | クラウディア・コルブ                                                                    | 競泳 | 女子400m個人メドレー     |
| 金     | ジェーン・バークマン リンダ・グスタフソン スーザン・ペダーセン ジェーン・ヘン           | 競泳 | 女子4×100m自由形リレー   |
| 金     | ケイ・ホール キャサリン・ボール エリー・ダニエル スーザン・ペダーセン                   | 競泳 | 女子4×100mメドレーリレー |
| 銀     | ラリー・ジェームズ                                                                      | 陸上 | 男子400m                 |
| 銀     | ジム・ライアン                                                                          | 陸上 | 男子1500m                |
| 銀     | アーヴィン・ホール                                                                      | 陸上 | 男子110mハードル         |
| 銀     | エド・カルザース                                                                        | 陸上 | 男子走高跳               |
| 銀     | ジョージ・ウッズ                                                                        | 陸上 | 男子砲丸投               |
| 銀     | バーバラ・フェレル                                                                      | 陸上 | 女子100m                 |
| 銀     | ケネス・ウォルシュ                                                                      | 競泳 | 男子100m自由形           |
| 銀     | ドン・ショランダー                                                                      | 競泳 | 男子200m自由形           |
| 銀     | ジョン・キンセラ                                                                        | 競泳 | 男子1500m自由形          |
| 銀     | チャールズ・ヒックコックス                                                              | 競泳 | 男子100m背泳ぎ           |
| 銀     | ミッチェル・アイビー                                                                    | 競泳 | 男子200m背泳ぎ           |
| 銀     | マーク・スピッツ                                                                        | 競泳 | 男子100mバタフライ       |
| 銀     | グレッグ・バッキンガム                                                                  | 競泳 | 男子200m個人メドレー     |
| 銀     | ゲーリー・ホール・シニア                                                                | 競泳 | 男子400m個人メドレー     |
| 銀     | スーザン・ペダーセン                                                                    | 競泳 | 女子100m自由形           |
| 銀     | ジェーン・ヘン                                                                          | 競泳 | 女子200m自由形           |
| 銀     | リンダ・グスタフソン                                                                    | 競泳 | 女子400m自由形           |
| 銀     | パム・クルーズ                                                                          | 競泳 | 女子800m自由形           |
| 銀     | エリー・ダニエル                                                                        | 競泳 | 女子100mバタフライ       |
| 銀     | スーザン・ペダーセン                                                                    | 競泳 | 女子200m個人メドレー     |
| 銀     | リン・ビダリ                                                                            | 競泳 | 女子400m個人メドレー     |
| 銅     | チャールズ・エドワード・グリーン                                                        | 陸上 | 男子100m                 |
| 銅     | ジョン・カーロス                                                                        | 陸上 | 男子200m                 |
| 銅     | ロン・フリーマン                                                                        | 陸上 | 男子400m                 |
| 銅     | トム・ファレル                                                                          | 陸上 | 男子800m                 |
| 銅     | ジョージ・ヤング                                                                        | 陸上 | 男子3000m障害            |
| 銅     | ラリー・ヤング                                                                          | 陸上 | 男子50km競歩             |
| 銅     | ラルフ・ボストン                                                                        | 陸上 | 男子走幅跳               |
| 銅     | マーク・スピッツ                                                                        | 競泳 | 男子100m自由形           |
| 銅     | ジョン・ネルソン                                                                        | 競泳 | 男子200m自由形           |
| 銅     | ロン・ミルズ                                                                            | 競泳 | 男子100m背泳ぎ           |
| 銅     | ジャック・ホーズリー                                                                    | 競泳 | 男子200m背泳ぎ           |
| 銅     | ブライアン・ジョブ                                                                      | 競泳 | 男子200m平泳ぎ           |
| 銅     | ロス・ウェールズ                                                                        | 競泳 | 男子100mバタフライ       |
| 銅     | ジョン・フェリス                                                                        | 競泳 | 男子200mバタフライ       |
| 銅     | ジョン・フェリス                                                                        | 競泳 | 男子200m個人メドレー     |
| 銅     | リンダ・グスタフソン                                                                    | 競泳 | 女子100m自由形           |
| 銅     | ジェーン・バークマン                                                                    | 競泳 | 女子200m自由形           |
| 銅     | ジェーン・スワガーティ                                                                  | 競泳 | 女子100m背泳ぎ           |
| 銅     | ケイ・ホール                                                                            | 競泳 | 女子200m背泳ぎ           |
| 銅     | シャロン・ウィクマン                                                                    | 競泳 | 女子100m平泳ぎ           |
| 銅     | スーザン・シールズ                                                                      | 競泳 | 女子100mバタフライ       |
| 銅     | エリー・ダニエル                                                                        | 競泳 | 女子200mバタフライ       |
| 銅     | ジェーン・ヘン                                                                          | 競泳 | 女子200m個人メドレー     |